# Волков, Михаил Борисович
Михаил Борисович Волков (род. 9 марта 1972, Воронеж) — советский и российский хоккеист, нападающий. Мастер спорта СССР, мастер спорта России международного класса.

## Биография
Воспитанник воронежского хоккея. В 1988 году дебютировал за местный «Буран» в первой лиге первенства СССР, следующий сезон провёл во второй лиге. С сезона 1989/90 — в «Крыльях Советов». На драфте НХЛ 1991 года был выбран в 11-м раунде под 233-м номером клубом «Баффало Сейбрз». Считался перспективным игроком, в 1993 году уехал в НХЛ, но в состав «Баффало» пробиться не смог и провёл три года в фарм-клубе «Рочестер Американс» (АХЛ), играл за «Саут Каролина Стингрейс» (ECHL, 1995/96). В чемпионате Италии играл за «Мерано» (1997/98 — 1998/99). В чемпионате России — за «Крылья Советов» (1996/97 — 1997/98), «Спартак» Москва (2000/01 — 2002/03), «Металлург» Новокузнецк (2002/03).

## Достижения
- Чемпион мира среди молодёжных команд (1992).
- Серебряный призёр чемпионата Европы шайбой среди юниорских команд (1990).
- Серебряный призёр чемпионата мира среди молодёжных команд (1991).
- Бронзовый призёр чемпионата СССР (1991), чемпионата МХЛ (1993).